# Olympische Sommerspiele 2020/Teilnehmer (Kolumbien)
| Gelbes Symbol für Goldmedaillen mit stilisierten Olympischen Ringen | Graues Symbol für Silbermedaillen mit stilisierten Olympischen Ringen | Braundes Symbol für Bronzemedaillen mit stilisierten Olympischen Ringen |
| ------------------------------------------------------------------- | --------------------------------------------------------------------- | ----------------------------------------------------------------------- |
| —                                                                   | 4                                                                     | 1                                                                       |

Kolumbien nahm an den Olympischen Spielen 2020 in Tokio mit 67 Sportlern in 18 Sportarten teil. Es war die insgesamt 20. Teilnahme an Olympischen Sommerspielen.

## Teilnehmer nach Sportarten

### Bogenschießen
| Athleten                       | Wettbewerb | Qualifikation | Qualifikation | 1. Runde   | 1. Runde | 2. Runde      | 2. Runde      | Achtelfinale  | Achtelfinale  | Viertelfinale | Viertelfinale | Halbfinale    | Halbfinale    | Finale        | Finale        | Rang          |
| Athleten                       | Wettbewerb | Ringe         | Rang          | Gegner     | Ergebnis | Gegner        | Ergebnis      | Gegner        | Ergebnis      | Gegner        | Ergebnis      | Gegner        | Ergebnis      | Gegner        | Ergebnis      | Rang          |
| ------------------------------ | ---------- | ------------- | ------------- | ---------- | -------- | ------------- | ------------- | ------------- | ------------- | ------------- | ------------- | ------------- | ------------- | ------------- | ------------- | ------------- |
| Frauen                         |            |               |               |            |          |               |               |               |               |               |               |               |               |               |               |               |
| Valentina Acosta               | Einzel     | 627           | 50            | S. Bettles | 4:6      | ausgeschieden | ausgeschieden | ausgeschieden | ausgeschieden | ausgeschieden | ausgeschieden | ausgeschieden | ausgeschieden | ausgeschieden | ausgeschieden | ausgeschieden |
| Männer                         |            |               |               |            |          |               |               |               |               |               |               |               |               |               |               |               |
| Daniel Pineda                  | Einzel     | 639           | 58            | Wei S.     | 0:6      | ausgeschieden | ausgeschieden | ausgeschieden | ausgeschieden | ausgeschieden | ausgeschieden | ausgeschieden | ausgeschieden | ausgeschieden | ausgeschieden | ausgeschieden |
| Mixed                          |            |               |               |            |          |               |               |               |               |               |               |               |               |               |               |               |
| Daniel Pineda Valentina Acosta | Mannschaft | 1266          | 26            | —          | —        | —             | —             | ausgeschieden | ausgeschieden | ausgeschieden | ausgeschieden | ausgeschieden | ausgeschieden | ausgeschieden | ausgeschieden | ausgeschieden |

### Boxen
| Athleten          | Wettbewerb                  | 1. Runde     | 1. Runde | Achtelfinale  | Achtelfinale  | Viertelfinale | Viertelfinale | Halbfinale    | Halbfinale    | Finale        | Finale        | Rang |
| Athleten          | Wettbewerb                  | Gegner       | Ergebnis | Gegner        | Ergebnis      | Gegner        | Ergebnis      | Gegner        | Ergebnis      | Gegner        | Ergebnis      | Rang |
| ----------------- | --------------------------- | ------------ | -------- | ------------- | ------------- | ------------- | ------------- | ------------- | ------------- | ------------- | ------------- | ---- |
| Frauen            |                             |              |          |               |               |               |               |               |               |               |               |      |
| Íngrit Valencia   | Fliegengewicht bis 51 kg    | Freilos      | Freilos  | M. Kom        | 3:2           | T. Namiki     | 0:5           | ausgeschieden | ausgeschieden | ausgeschieden | ausgeschieden | 9    |
| Yeni Arias        | Federgewicht bis 57 kg      | Freilos      | Freilos  | S. Petrowa    | 3:2           | N. Petecio    | 0:5           | ausgeschieden | ausgeschieden | ausgeschieden | ausgeschieden | 9    |
| Männer            |                             |              |          |               |               |               |               |               |               |               |               |      |
| Yuberjen Martínez | Fliegengewicht bis 52 kg    | R. Mahommed  | 5:0      | A. Panghal    | 4:1           | R. Tanaka     | 1:4           | ausgeschieden | ausgeschieden | ausgeschieden | ausgeschieden | 5    |
| Ceiber Ávila      | Federgewicht bis 57 kg      | M. Al-Wadi   | 5:0      | E. Mulenga    | 3:2           | S. Takyi      | 2:3           | ausgeschieden | ausgeschieden | ausgeschieden | ausgeschieden | 5    |
| Jorge Vivas       | Halbschwergewicht bis 81 kg | B. Whittaker | 1:4      | ausgeschieden | ausgeschieden | ausgeschieden | ausgeschieden | ausgeschieden | ausgeschieden | ausgeschieden | ausgeschieden | 17   |
| Cristian Salcedo  | Superschwergewicht ab 91 kg | Freilos      | Freilos  | D. Peró       | 0:5           | ausgeschieden | ausgeschieden | ausgeschieden | ausgeschieden | ausgeschieden | ausgeschieden | 9    |

### Fechten
| Athleten         | Wettbewerb     | 1. Runde | 1. Runde | 2. Runde       | 2. Runde | Achtelfinale  | Achtelfinale  | Viertelfinale | Viertelfinale | Halbfinale / Klassifikation | Halbfinale / Klassifikation | Finale / Platzierung | Finale / Platzierung | Rang |
| Athleten         | Wettbewerb     | Gegner   | Ergebnis | Gegner         | Ergebnis | Gegner        | Ergebnis      | Gegner        | Ergebnis      | Gegner                      | Ergebnis                    | Gegner               | Ergebnis             | Rang |
| ---------------- | -------------- | -------- | -------- | -------------- | -------- | ------------- | ------------- | ------------- | ------------- | --------------------------- | --------------------------- | -------------------- | -------------------- | ---- |
| Frauen           |                |          |          |                |          |               |               |               |               |                             |                             |                      |                      |      |
| Saskia van Erven | Florett Einzel | Freilos  | Freilos  | A. Sagidullina | 8:15     | ausgeschieden | ausgeschieden | ausgeschieden | ausgeschieden | ausgeschieden               | ausgeschieden               | ausgeschieden        | ausgeschieden        |      |

### Gewichtheben
| Athleten             | Wettbewerb              | Reißen  | Reißen | Stoßen  | Stoßen | Zweikampf | Zweikampf | Rang   |
| Athleten             | Wettbewerb              | Gewicht | Rang   | Gewicht | Rang   | Gewicht   | Rang      | Rang   |
| -------------------- | ----------------------- | ------- | ------ | ------- | ------ | --------- | --------- | ------ |
| Frauen               |                         |         |        |         |        |           |           |        |
| Mercedes Pérez       | Mittelgewicht bis 64 kg | 101 kg  | 6      | 126 kg  | 5      | 227 kg    | 4         | 4      |
| Männer               |                         |         |        |         |        |           |           |        |
| Luis Javier Mosquera | Federgewicht bis 67 kg  | 151 kg  | 1      | 180 kg  | 2      | 331 kg    | 2         | Silber |
| Brayan Rodallegas    | Mittelgewicht bis 81 kg | 163 kg  | 4      | 196 kg  | 5      | 359 kg    | 5         | 5      |

### Golf
| Athleten        | Runde 1 | Runde 2 | Runde 3 | Runde 4 | Gesamt | Par | Rang |
| --------------- | ------- | ------- | ------- | ------- | ------ | --- | ---- |
| Frauen          |         |         |         |         |        |     |      |
| Mariajo Uribe   | 73      | 77      | 70      | 70      | 290    | +6  | 49   |
| Männer          |         |         |         |         |        |     |      |
| Sebastián Muñoz | 67      | 69      | 66      | 67      | 269    | −15 | 4    |

### Judo
| Athleten    | Wettbewerb | 1. Runde   | 1. Runde | 2. Runde | 2. Runde | Achtelfinale  | Achtelfinale  | Viertelfinale | Viertelfinale | Halbfinale / Trostrunde | Halbfinale / Trostrunde | Finale / Platz 3 | Finale / Platz 3 | Rang |
| Athleten    | Wettbewerb | Gegner     | Ergebnis | Gegner   | Ergebnis | Gegner        | Ergebnis      | Gegner        | Ergebnis      | Gegner                  | Ergebnis                | Gegner           | Ergebnis         | Rang |
| ----------- | ---------- | ---------- | -------- | -------- | -------- | ------------- | ------------- | ------------- | ------------- | ----------------------- | ----------------------- | ---------------- | ---------------- | ---- |
| Frauen      |            |            |          |          |          |               |               |               |               |                         |                         |                  |                  |      |
| Luz Álvarez | bis 48 kg  | S. Rishony | 0:10     | —        | —        | ausgeschieden | ausgeschieden | ausgeschieden | ausgeschieden | ausgeschieden           | ausgeschieden           | ausgeschieden    | ausgeschieden    | 17   |

### Leichtathletik
Laufen und Gehen 
| Athleten                                          | Wettbewerb       | Runde 1     | Runde 1 | Halbfinale    | Halbfinale    | Finale        | Finale        | Rang          |
| Athleten                                          | Wettbewerb       | Zeit        | Rang    | Zeit          | Rang          | Zeit          | Rang          | Rang          |
| ------------------------------------------------- | ---------------- | ----------- | ------- | ------------- | ------------- | ------------- | ------------- | ------------- |
| Frauen                                            |                  |             |         |               |               |               |               |               |
| Melissa González                                  | 400 m Hürden     | 55,32 s     | 2       | 57,47 s       | 6             | ausgeschieden | ausgeschieden | ausgeschieden |
| Sandra Arenas                                     | 20 km Gehen      | —           | —       | —             | —             | 1:29:37 h     | 2             | Silber        |
| Yeseida Carrillo                                  | 20 km Gehen      | —           | —       | —             | —             | DNF           | DNF           | DNF           |
| Sandra Galvis                                     | 20 km Gehen      | —           | —       | —             | —             | 1:35:36 h     | 25            | 25            |
| Angie Orjuela                                     | Marathon         | —           | —       | —             | —             | 2:40:04 h     | 55            | 55            |
| Männer                                            |                  |             |         |               |               |               |               |               |
| Jhon Perlaza                                      | 400 m            | 46,55 s     | 6       | ausgeschieden | ausgeschieden | ausgeschieden | ausgeschieden | ausgeschieden |
| Anthony Zambrano                                  | 400 m            | 44,87 s     | 1       | 43,93 s       | 2             | 44,08 s       | 2             | Silber        |
| Carlos San Martín                                 | 3000 m Hindernis | 8:33,47 min | 12      | —             | —             | ausgeschieden | ausgeschieden | ausgeschieden |
| Éider Arévalo                                     | 20 km Gehen      | —           | —       | —             | —             | 1:24:10 h     | 18            | 18            |
| Jhon Alexander Castañeda                          | 20 km Gehen      | —           | —       | —             | —             | 1:26:41 h     | 27            | 27            |
| Manuel Esteban Soto                               | 20 km Gehen      | —           | —       | —             | —             | 1:23:32 h     | 14            | 14            |
| José Leonardo Montaña                             | 50 km Gehen      | —           | —       | —             | —             | 3:53:50 h     | 11            | 11            |
| Diego Pinzón                                      | 50 km Gehen      | —           | —       | —             | —             | 3:57:54 h     | 18            | 18            |
| Jorge Armando Ruiz                                | 50 km Gehen      | —           | —       | —             | —             | 3:55:30 h     | 13            | 13            |
| Iván Darío González                               | Marathon         | —           | —       | —             | —             | DNF           | DNF           | DNF           |
| Jeisson Suárez                                    | Marathon         | —           | —       | —             | —             | 2:13:29 h     | 15            | 15            |
| Jhon Perlaza Diego Palomeque Raúl Mena Jhon Solís | 4 × 400 m        | 3:03,20 min | 8       | —             | —             | ausgeschieden | ausgeschieden | ausgeschieden |

 Springen und Werfen 
| Athleten              | Wettbewerb | Qualifikation | Qualifikation | Finale        | Finale        | Rang |
| Athleten              | Wettbewerb | Weite/Höhe    | Rang          | Weite/Höhe    | Rang          | Rang |
| --------------------- | ---------- | ------------- | ------------- | ------------- | ------------- | ---- |
| Frauen                |            |               |               |               |               |      |
| Caterine Ibargüen     | Dreisprung | 14,37 m       | 7             | 14,25 m       | 10            | 10   |
| Yosiris Urrutia       | Dreisprung | 13,16 m       | 27            | ausgeschieden | ausgeschieden | 27   |
| María Lucelly Murillo | Weitsprung | 54,98 m       | 27            | ausgeschieden | ausgeschieden | 27   |
| Männer                |            |               |               |               |               |      |
| Mauricio Ortega       | Diskuswurf | 64,49 m       | 6             | 64,08 m       | 7             | 7    |

### Radsport

#### Bahn
| Athleten       | Wettbewerb | Qualifikation | Qualifikation | Finale A/B | Finale A/B | Rang |
| Athleten       | Wettbewerb | Zeit          | Rang          | Zeit       | Rang       | Rang |
| -------------- | ---------- | ------------- | ------------- | ---------- | ---------- | ---- |
| Männer         |            |               |               |            |            |      |
| Kevin Quintero | Sprint     | 9,626 s       | 16            |            | 20         | 20   |
| Kevin Quintero | Keirin     | +0,096 s      | 3             | +0,314 s   | 5          | 11   |

#### Straße
| Athleten       | Wettbewerb       | Zeit         | Rang |
| -------------- | ---------------- | ------------ | ---- |
| Frauen         |                  |              |      |
| Paula Patiño   | Straßenrennen    | 3:15:55 h    | 22   |
| Männer         |                  |              |      |
| Esteban Chaves | Straßenrennen    | 6:15:38 h    | 45   |
| Sergio Higuita | Straßenrennen    | 6:21:46 h    | 81   |
| Nairo Quintana | Straßenrennen    | 6:21:46 h    | 69   |
| Rigoberto Urán | Straßenrennen    | 6:06:33 h    | 8    |
| Rigoberto Urán | Einzelzeitfahren | 57:18,69 min | 8    |

#### BMX
| Athleten         | Wettbewerb | Viertelfinale | Viertelfinale | Halbfinale | Halbfinale | Finale        | Finale        | Rang   |
| Athleten         | Wettbewerb | Punkte        | Rang          | Punkte     | Rang       | Zeit          | Rang          | Rang   |
| ---------------- | ---------- | ------------- | ------------- | ---------- | ---------- | ------------- | ------------- | ------ |
| Frauen           |            |               |               |            |            |               |               |        |
| Mariana Pajón    | BMX-Rennen | 3             | 1             | 8          | 2          | 44,448 s      | 2             | Silber |
| Männer           |            |               |               |            |            |               |               |        |
| Vincent Pelluard | BMX-Rennen | 14            | 4             | 17         | 6          | ausgeschieden | ausgeschieden | 10     |
| Carlos Ramírez   | BMX-Rennen | 11            | 3             | 10         | 2          | 40,572 s      | 3             | Bronze |

### Reiten

#### Springreiten
| Athleten                       | Wettbewerb | Strafpunkte   | Strafpunkte   | Strafpunkte   | Rang |
| Athleten                       | Wettbewerb | Qualifikation | Einzelfinale  | Einzelfinale  | Rang |
| Athleten                       | Wettbewerb | Qualifikation | 1. Umlauf     | Stechen       | Rang |
| ------------------------------ | ---------- | ------------- | ------------- | ------------- | ---- |
| Roberto Terán mit Dez' Ooktoff | Einzel     | (9)           | ausgeschieden | ausgeschieden | 47   |

### Ringen

#### Freier Stil
Legende: G = Gewonnen, V = Verloren, S = Schultersieg
| Athleten         | Wettbewerb       | Achtelfinale | Achtelfinale | Viertelfinale | Viertelfinale | Halbfinale    | Halbfinale    | Hoffnungsrunde Halbfinale | Hoffnungsrunde Halbfinale | Hoffnungsrunde Finale | Hoffnungsrunde Finale | Finale        | Finale        | Rang |
| Athleten         | Wettbewerb       | Gegner       | Ergebnis     | Gegner        | Ergebnis      | Gegner        | Ergebnis      | Gegner                    | Ergebnis                  | Gegner                | Ergebnis              | Gegner        | Ergebnis      | Rang |
| ---------------- | ---------------- | ------------ | ------------ | ------------- | ------------- | ------------- | ------------- | ------------------------- | ------------------------- | --------------------- | --------------------- | ------------- | ------------- | ---- |
| Männer           |                  |              |              |               |               |               |               |                           |                           |                       |                       |               |               |      |
| Óscar Tigreros   | Klasse bis 57 kg | R. Kumar     | V 2:13       | ausgeschieden | ausgeschieden | ausgeschieden | ausgeschieden | G. Wangelow               | V 4:13S                   | ausgeschieden         | ausgeschieden         | ausgeschieden | ausgeschieden | 10   |
| Carlos Izquierdo | Klasse bis 86 kg | M. Amine     | V 2:12       | ausgeschieden | ausgeschieden | ausgeschieden | ausgeschieden | ausgeschieden             | ausgeschieden             | ausgeschieden         | ausgeschieden         | ausgeschieden | ausgeschieden | 12   |

#### Griechisch-römischer Stil
Legende: G = Gewonnen, V = Verloren, S = Schultersieg
| Athleten     | Wettbewerb       | Achtelfinale | Achtelfinale | Viertelfinale | Viertelfinale | Halbfinale    | Halbfinale    | Hoffnungsrunde Halbfinale | Hoffnungsrunde Halbfinale | Hoffnungsrunde Finale | Hoffnungsrunde Finale | Finale        | Finale        | Rang |
| Athleten     | Wettbewerb       | Gegner       | Ergebnis     | Gegner        | Ergebnis      | Gegner        | Ergebnis      | Gegner                    | Ergebnis                  | Gegner                | Ergebnis              | Gegner        | Ergebnis      | Rang |
| ------------ | ---------------- | ------------ | ------------ | ------------- | ------------- | ------------- | ------------- | ------------------------- | ------------------------- | --------------------- | --------------------- | ------------- | ------------- | ---- |
| Männer       |                  |              |              |               |               |               |               |                           |                           |                       |                       |               |               |      |
| Julián Horta | Klasse bis 67 kg | M. Geraei    | V 0:8        | ausgeschieden | ausgeschieden | ausgeschieden | ausgeschieden | F. Stäbler                | V 0:8                     | ausgeschieden         | ausgeschieden         | ausgeschieden | ausgeschieden | 17   |

### Schießen
| Athleten       | Wettbewerb               | Qualifikation   | Qualifikation | Finale          | Finale        | Ringe/ Scheiben | Rang |
| Athleten       | Wettbewerb               | Ringe/ Scheiben | Rang          | Ringe/ Scheiben | Rang          | Ringe/ Scheiben | Rang |
| -------------- | ------------------------ | --------------- | ------------- | --------------- | ------------- | --------------- | ---- |
| Männer         |                          |                 |               |                 |               |                 |      |
| Bernardo Tobar | Schnellfeuerpistole 25 m | 546             | 26            | ausgeschieden   | ausgeschieden | 546             | 26   |

### Schwimmen
| Athleten        | Wettbewerb    | Vorlauf     | Vorlauf | Halbfinale    | Halbfinale    | Finale        | Finale        | Rang |
| Athleten        | Wettbewerb    | Zeit        | Rang    | Zeit          | Rang          | Zeit          | Rang          | Rang |
| --------------- | ------------- | ----------- | ------- | ------------- | ------------- | ------------- | ------------- | ---- |
| Frauen          |               |             |         |               |               |               |               |      |
| Isabella Arcila | 50 m Freistil | 25,41 s     | 27      | ausgeschieden | ausgeschieden | ausgeschieden | ausgeschieden | 27   |
| Isabella Arcila | 100 m Rücken  | 1:02,28 min | 32      | ausgeschieden | ausgeschieden | ausgeschieden | ausgeschieden | 32   |
| Männer          |               |             |         |               |               |               |               |      |
| Jorge Murillo   | 100 m Brust   | 1:00,62 min | 31      | ausgeschieden | ausgeschieden | ausgeschieden | ausgeschieden | 31   |
| Jorge Murillo   | 200 m Brust   | 2:13,46 min | 30      | ausgeschieden | ausgeschieden | ausgeschieden | ausgeschieden | 30   |

### Skateboard
| Athleten            | Wettbewerb | Qualifikation | Qualifikation | Finale        | Finale        | Rang |
| Athleten            | Wettbewerb | Punkte        | Rang          | Punkte        | Rang          | Rang |
| ------------------- | ---------- | ------------- | ------------- | ------------- | ------------- | ---- |
| Männer              |            |               |               |               |               |      |
| Jhancarlos González | Street     | 23,57         | 15            | ausgeschieden | ausgeschieden | 15   |

### Synchronschwimmen
| Athletinnen                     | Wettbewerb | Qualifikation     | Qualifikation     | Qualifikation  | Qualifikation  | Qualifikation | Qualifikation | Finale         | Finale         | Finale           | Finale           |
| Athletinnen                     | Wettbewerb | Technische Kür TK | Technische Kür TK | Freie Kür FK-Q | Freie Kür FK-Q | Gesamt        | Gesamt        | Freie Kür FK-F | Freie Kür FK-F | Gesamt TK + FK-F | Gesamt TK + FK-F |
| Athletinnen                     | Wettbewerb | Punkte            | Rang              | Punkte         | Rang           | Punkte        | Rang          | Punkte         | Rang           | Punkte           | Rang             |
| ------------------------------- | ---------- | ----------------- | ----------------- | -------------- | -------------- | ------------- | ------------- | -------------- | -------------- | ---------------- | ---------------- |
| Frauen                          |            |                   |                   |                |                |               |               |                |                |                  |                  |
| Estefanía Álvarez Monica Arango | Duett      | 81,9667           | 19                | 82,0526        | 18             | 164,0193      | 18            | ausgeschieden  | ausgeschieden  | ausgeschieden    | ausgeschieden    |

### Taekwondo
| Athleten        | Wettbewerb       | Achtelfinale | Achtelfinale | Viertelfinale | Viertelfinale | Hoffnungsrunde Halbfinale | Hoffnungsrunde Halbfinale | Halbfinale    | Halbfinale    | Hoffnungsrunde Finale | Hoffnungsrunde Finale | Finale        | Finale        | Rang |
| Athleten        | Wettbewerb       | Gegner       | Ergebnis     | Gegner        | Ergebnis      | Gegner                    | Ergebnis                  | Gegner        | Ergebnis      | Gegner                | Ergebnis              | Gegner        | Ergebnis      | Rang |
| --------------- | ---------------- | ------------ | ------------ | ------------- | ------------- | ------------------------- | ------------------------- | ------------- | ------------- | --------------------- | --------------------- | ------------- | ------------- | ---- |
| Frauen          |                  |              |              |               |               |                           |                           |               |               |                       |                       |               |               |      |
| Andrea Ramírez  | Klasse bis 49 kg | K. Tomić     | 25:5         | R. Yıldırım   | 30:31         | ausgeschieden             | ausgeschieden             | ausgeschieden | ausgeschieden | ausgeschieden         | ausgeschieden         | ausgeschieden | ausgeschieden | 9    |
| Männer          |                  |              |              |               |               |                           |                           |               |               |                       |                       |               |               |      |
| Jefferson Ochoa | Klasse bis 58 kg | A. Hadipour  | 19:22        | ausgeschieden | ausgeschieden | ausgeschieden             | ausgeschieden             | ausgeschieden | ausgeschieden | ausgeschieden         | ausgeschieden         | ausgeschieden | ausgeschieden | 11   |

### Tennis
| Athleten                          | Wettbewerb | 1. Runde                                | 1. Runde | 2. Runde      | 2. Runde      | Achtelfinale          | Achtelfinale  | Viertelfinale         | Viertelfinale    | Halbfinale    | Halbfinale    | Finale / Platz 3 | Finale / Platz 3 |
| Athleten                          | Wettbewerb | Gegner                                  | Ergebnis | Gegner        | Ergebnis      | Gegner                | Ergebnis      | Gegner                | Ergebnis         | Gegner        | Ergebnis      | Gegner           | Ergebnis         |
| --------------------------------- | ---------- | --------------------------------------- | -------- | ------------- | ------------- | --------------------- | ------------- | --------------------- | ---------------- | ------------- | ------------- | ---------------- | ---------------- |
| Frauen                            |            |                                         |          |               |               |                       |               |                       |                  |               |               |                  |                  |
| María Camila Osorio Serrano       | Einzel     | V. Golubic                              | 4:6, 1:6 | ausgeschieden | ausgeschieden | ausgeschieden         | ausgeschieden | ausgeschieden         | ausgeschieden    | ausgeschieden | ausgeschieden | ausgeschieden    | ausgeschieden    |
| Männer                            |            |                                         |          |               |               |                       |               |                       |                  |               |               |                  |                  |
| Daniel Elahi Galán                | Einzel     | M. Safwat                               | 7:5, 6:1 | A. Zverev     | 2:6, 2:6      | ausgeschieden         | ausgeschieden | ausgeschieden         | ausgeschieden    | ausgeschieden | ausgeschieden | ausgeschieden    | ausgeschieden    |
| Juan Sebastián Cabal Robert Farah | Doppel     | P. Carreño Busta / A. Davidovich Fokina | 6:2, 6:4 | —             | —             | O. Marach / P. Oswald | 6:4, 6:1      | M. Daniell / M. Venus | 3:6, 6:3, [7:10] | ausgeschieden | ausgeschieden | ausgeschieden    | ausgeschieden    |

### Turnen

#### Trampolinturnen
| Athleten        | Wettbewerb | Qualifikation | Qualifikation | Finale        | Finale        | Rang |
| Athleten        | Wettbewerb | Punkte        | Rang          | Punkte        | Rang          | Rang |
| --------------- | ---------- | ------------- | ------------- | ------------- | ------------- | ---- |
| Männer          |            |               |               |               |               |      |
| Ángel Hernández | Einzel     | 105,930       | 9             | ausgeschieden | ausgeschieden | 9    |

### Wasserspringen
| Athleten          | Wettbewerb        | Vorkampf | Vorkampf | Halbfinale | Halbfinale | Finale        | Finale        | Rang |
| Athleten          | Wettbewerb        | Punkte   | Rang     | Punkte     | Rang       | Punkte        | Rang          | Rang |
| ----------------- | ----------------- | -------- | -------- | ---------- | ---------- | ------------- | ------------- | ---- |
| Männer            |                   |          |          |            |            |               |               |      |
| Sebastián Morales | Kunstspringen 3 m | 400,85   | 15       | 324,95     | 18         | ausgeschieden | ausgeschieden | 18   |
| Daniel Restrepo   | Kunstspringen 3 m | 411,50   | 14       | 329,30     | 17         | ausgeschieden | ausgeschieden | 17   |
| Sebastián Villa   | Turmspringen 10 m | 407,30   | 10       | 341,40     | 18         | ausgeschieden | ausgeschieden | 18   |